# 19号族
19号族（-ごうぞく、Family 19）は、サラブレッドの牝系（母系）の一つで、コリン、アイソノミー、ウィンザーラッド等を輩出した一族である。元々のミトコンドリアDNAのハプロタイプは、他の主要な牝系とは共通しない。系図上は17世紀末に生きていたDavill's Old Woodcock Mareと呼ばれる1頭の牝馬に遡ることができる。
代表馬は上記のほかにヴェデット、トレーサリー、ネヴァーベンド、ガリニュール、テスコボーイ、ゴーカイ、トウカイテイオー、トニービン等。

## 牝系図
- Davill's Old Woodcock Mare（Davill's Woodcock） -- F-No.19
  - Luggs Mare（Luggs）
    - Snake Mare（Snake）
      - Wood's Counsellor Mare（Wood's Counsellor）
        - Coughing Polly（1736, Bartlet's Childers）
          - Grey Starling（1745, Starling）
            - Tuberose（1772, Herod）
              - Contessina（1787, Young Marske） -- F-No.19-a
                - Constantia（1796, Walnut） -- F-No.19-b
                  - Lisette（1806, Hambletonian）
                    - Orville Mare（1814, Orville）
                      - The Twinkle（1821, Walton） -- F-No.19-c